# Rhacocnemis guttatus
Rhacocnemis guttatus là một loài nhện trong họ Sparassidae. Chúng thuộc chi đơn loài Rhacocnemis, được John Blackwall miêu tả năm 1877.